# Brie-sous-Archiac
Brie-sous-Archiac és un municipi francès situat al departament del Charente Marítim i a la regió de la Nova Aquitània. L'any 2007 tenia 232 habitants.

## Demografia

### Població
El 2007 la població de fet de Brie-sous-Archiac era de 232 persones. Hi havia 96 famílies de les quals 20 eren unipersonals (8 homes vivint sols i 12 dones vivint soles), 40 parelles sense fills, 32 parelles amb fills i 4 famílies monoparentals amb fills.
La població ha evolucionat segons el següent gràfic:
Habitants censats

### Habitatges
El 2007 hi havia 114 habitatges, 95 eren l'habitatge principal de la família, 7 eren segones residències i 12 estaven desocupats. 112 eren cases i 2 eren apartaments. Dels 95 habitatges principals, 71 estaven ocupats pels seus propietaris, 19 estaven llogats i ocupats pels llogaters i 5 estaven cedits a títol gratuït; 3 tenien dues cambres, 11 en tenien tres, 17 en tenien quatre i 65 en tenien cinc o més. 86 habitatges disposaven pel capbaix d'una plaça de pàrquing. A 47 habitatges hi havia un automòbil i a 45 n'hi havia dos o més.

### Piràmide de població
La piràmide de població per edats i sexe el 2009 era:
| Homes | Edats   | Dones |
| ----- | ------- | ----- |
| 0     | 95 o +  | 0     |
| 4     | 90 a 94 | 4     |
| 0     | 85 a 89 | 8     |
| 0     | 80 a 84 | 0     |
| 12    | 75 a 79 | 12    |
| 4     | 70 a 74 | 8     |
| 4     | 65 a 69 | 0     |
| 4     | 60 a 64 | 4     |
| 4     | 55 a 59 | 8     |
| 8     | 50 a 54 | 4     |
| 4     | 45 a 49 | 0     |
| 12    | 40 a 44 | 12    |
| 8     | 35 a 39 | 8     |
| 12    | 30 a 34 | 12    |
| 12    | 25 a 29 | 8     |
| 4     | 20 a 24 | 0     |
| 8     | 15 a 19 | 8     |
| 8     | 10 a 14 | 4     |
| 12    | 5 a 9   | 0     |
| 12    | 0 a 4   | 8     |

## Economia
El 2007 la població en edat de treballar era de 145 persones, 100 eren actives i 45 eren inactives. De les 100 persones actives 93 estaven ocupades (49 homes i 44 dones) i 7 estaven aturades (3 homes i 4 dones). De les 45 persones inactives 22 estaven jubilades, 12 estaven estudiant i 11 estaven classificades com a «altres inactius».

### Ingressos
El 2009 a Brie-sous-Archiac hi havia 97 unitats fiscals que integraven 250 persones, la mediana anual d'ingressos fiscals per persona era de 17.593 €.

### Activitats econòmiques
Dels 10 establiments que hi havia el 2007, 1 era d'una empresa alimentària, 2 d'empreses de fabricació d'altres productes industrials, 2 d'empreses de construcció, 3 d'empreses de comerç i reparació d'automòbils, 1 d'una empresa de transport i 1 d'una empresa d'hostatgeria i restauració.
Dels 4 establiments de servei als particulars que hi havia el 2009, 2 eren tallers de reparació d'automòbils i de material agrícola, 1 guixaire pintor i 1 fusteria.
L'any 2000 a Brie-sous-Archiac hi havia 28 explotacions agrícoles.

## Equipaments sanitaris i escolars
El 2009 hi havia una escola elemental integrada dins d'un grup escolar amb les comunes properes formant una escola dispersa.

## Poblacions properes
El següent diagrama mostra les poblacions més properes.